# Mario Fasciano Band
La Mario Fasciano Band, talvolta riportata come Fasciano Morse Airey Paice o come Fasciano and Friends è un gruppo musicale italiano di canzone popolare, fondato nel 1978 dal batterista e cantante Mario Fasciano.

## Storia del gruppo
Si forma nel 1978 per eseguire alcune sigle televisive facendo da supporto a Dino Siani, ed è inizialmente costituita, oltre che dallo stesso Fasciano, dai musicisti Piero Manera e Giuseppe Donniacquo. 
L'esordio discografico avviene nel 1981, con la pubblicazione del disco Il Bacio. La band si scioglierà poi nel 1988, a causa dell'indisponibilità di Fasciano, impegnato nella collaborazione con Rick Wakeman.
Riformatosi nel 2001, la nuova formazione vede alla chitarra Claudio Cinquegrana, e al basso Tom Fowler, oltre a due ex membri dei Proto-Kaw, Larry Baker e Zeke Lowe.  Con questa formazione incide l'album E-Thnik, che vede la partecipazione dei membri dei Deep Purple Steve Morse, Don Airey e Ian Paice, che compaiono anche nel successivo Porta San Gennaro Napoli.
Nel 2017 la band vede un nuovo radicale cambiamento della line-up, con l'ingresso di Riccardo Ballerini, Ludovico Piccinini, Byron Miller (poi sostituito da Toni Armetta e gli ex membri della band di Steve Hackett Roger King e Rob Townsend.
Nel 2019 esce Entanglemant, nuovo album della band che vede la partecipazione ancora una volta di Steve Morse, oltre al tastierista Rick Wakeman. Nel 2022 viene invece pubblicato Anima e Cuore, incrocio tra il rock progressivo e la musica napoletana; i membri della band rimangono i medesimi, con l'aggiunta di Carlo Alviggi, che suona la chitarra classica.

## Formazione

### Tutti i componenti
- Mario Fasciano - voce, batteria
- Piero Manera - chitarra
- Giuseppe Donniacquo - basso
- Larry Baker - flauto
- Zeke Lowe - batteria
- Tom Fowler - basso
- Byron Miller - basso
- Riccardo Ballerini - tastiera
- Ludovico Piccinini - chitarra
- Rob Townsend - flauto
- Toni Armetta - basso

### Ospiti
- Rick Wakeman - tastiera, pianoforte
- Billy Sherwood - basso
- Steve Morse - chitarra
- Don Airey - tastiera
- Ian Paice - batteria
- Gianni Nocenzi - tastiera, pianoforte
- Brian Auger - tastiera, pianoforte

## Discografia

### Album in studio
- 1981 - Un Bacio (45 giri)
- 2005 - E-Thnik
- 2007 - Porta San Gennaro Napoli
- 2019 - Entanglement
- 2022 - Anima e cuore